# Ángelo Gabrielli
Ángelo Emanuel Gabrielli Scaroni, noto semplicemente come Ángelo Gabrielli (Colonia 18 de Julio, 23 settembre 1992), è un calciatore uruguaiano, difensore dell'Oriental.

## Caratteristiche tecniche
È un terzino destro.

## Carriera
Cresciuto nel settore giovanile del Fénix, ha esordito in prima squadra il 3 maggio 2014 in occasione del match di campionato perso 5-1 contro il Cerro Largo.
Dal 2018 a gennaio 2019 ha militato nel Liverpool (M), collezionando 32 presenze e segnando 4 reti.
Nel gennaio 2019 è stato acquistato a titolo definitivo dal Newell's Old Boys.